# Hatschekiidae
Hatschekiidae är en familj av kräftdjur. Hatschekiidae ingår i ordningen Siphonostomatoida, klassen Maxillopoda, fylumet leddjur och riket djur. Enligt Catalogue of Life omfattar familjen Hatschekiidae 18 arter. 
Kladogram enligt Catalogue of Life och Dyntaxa:
| Hatschekiidae | \| \| Congericola \| \| \| \| \| \| Hatschekia \| \| \| \| |
|               | \| \| Congericola \| \| \| \| \| \| Hatschekia \| \| \| \| |
|               | Congericola                                                |
|               |                                                            |
|               | Hatschekia                                                 |
|               |                                                            |